# 가미카모촌 (오카야마현 고지마군)
가미카모촌(上加茂村)은 오카야마현 고지마군에 있던 촌이다. 현재의 다마노시, 구라시키시의 일부에 해당한다.

## 역사
- 1889년 6월 1일 - 정촌제 시해엥 의해 고지마군 가미카모촌이 성립하였다.
- 1903년 4월 1일- 시모카모촌, 슈텐촌의 일부와 합병해 쇼나이촌이 신설하여 폐지되었다.

## 참고문헌
- 角川日本地名大辞典 33 岡山県
- 『市町村名変遷辞典』東京堂出版、1990年。